# Walter Thiel
Pour les articles homonymes, voir Thiel.

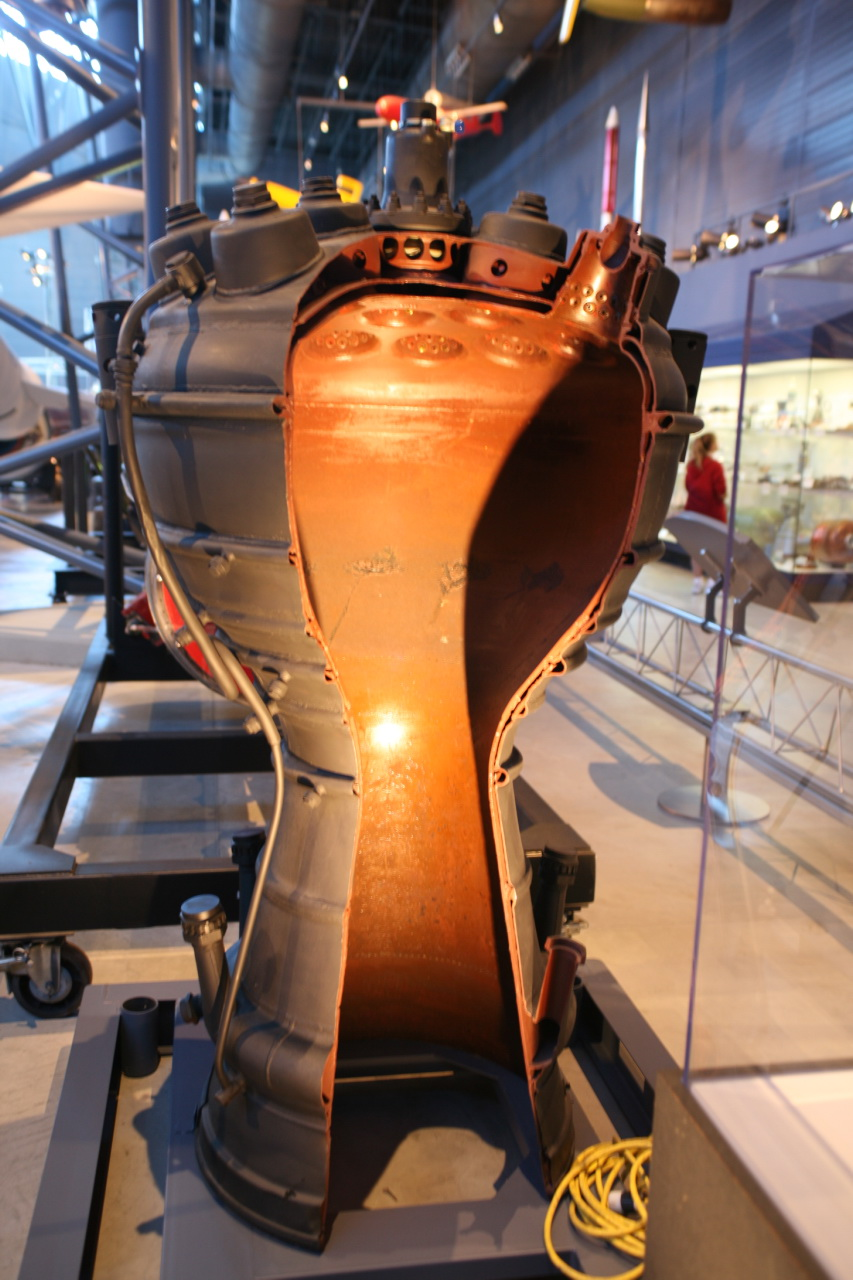
Coupe du moteur-fusée du V2 que Thiel a largement contribué à mettre au point.

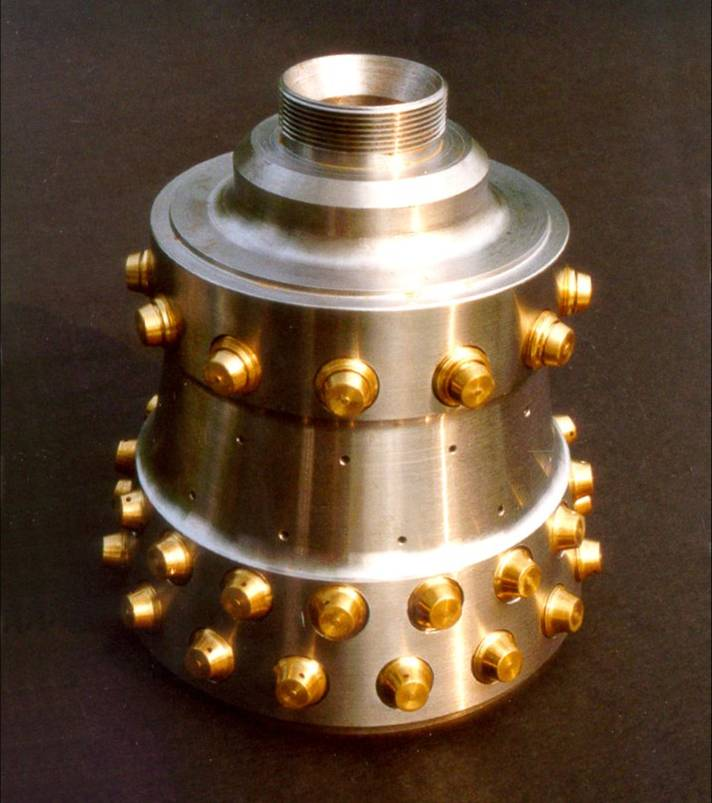
Un des injecteurs de la chambre de combustion du moteur V2.

Walter Thiel, né le 3 mars 1910 à Breslau et mort le 18 août 1943 à Peenemünde, est un chimiste et spécialiste allemand des fusées qui a joué un rôle clé dans leur développement en mettant au point le système propulsif du missile V2.

## Études
Walter Oskar Erich Thiel nait le 3 mars 1910 à Breslau (aujourd'hui en Pologne). Il  est le deuxième fils de Oskar et Elsa Thiel (née Prinz). Il fait des études primaires et secondaires brillantes. Il entre en 1929 à l'École technique de Breslau où il suit des cours de  chimie. Ses très bons résultats lui permettent d'obtenir une bourse du Studienstiftung des deutschen Volkes. Il obtient en 1933 son diplôme d'ingénieur avec mention très bien dans ses sept matières. En 1934, il passe son doctorat à l'Université Humboldt de Berlin.

## Développement de la propulsion des missiles V2
À sa sortie de l’université le bureau central de développement des armements allemand le recrute pour effectuer des recherches fondamentales sur les fusées. Thiel succède à  Kurt Wahmke qui est décédé des suites d'une explosion lors d'un test de moteur-fusée. En 1936, Thiel est recruté par Walter Dornberger en tant que responsable du développement du moteur-fusée de 25 tonnes de poussée objectif très ambitieux compte tenu de l'avancement de la propulsion à cette époque. Il travaille d'abord au centre d'essais de Kummersdorf près de Berlin puis déménage en 1940 sur le site de Peenemünde où ont été regroupés à la fois les centres de recherche, d'essais et de production du futur missile missile V2. Il devient directeur adjoint de l'établissement directement sous Wernher von Braun. Ses recherches sont couronnées de succès lorsque le 3 octobre 1942 la première fusée V2 réussit à décoller. Mais, en 1943, Thiel comme de nombreux chercheurs est épuisé. Il considère que le moteur-fusée n'est pas prêt pour la production de masse demandée par les militaires. Thiel donne sa démission le 17 août 1943. Il demande un poste de professeur dans une université mais Dornberger refuse de le laisser partir. Dans la nuit du 17 au 18 août 1943, la Royal Air Force effectue un bombardement massif du site de Peenemünde au cours duquel de nombreux techniciens, ingénieurs et travailleurs volontaires ou non sont tués, dont Walter Thiel avec sa femme et ses deux enfants.

## Travaux et postérité
Les travaux de Thiel portent sur deux domaines liés à la propulsion des fusées :
- La recherche d'ergols répondant le mieux aux nombreuses contraintes associées à leur emploi dans un moteur-fusée : stockage, dangerosité, mise à feu, vitesse d'éjection[6]
- Thiel a surtout innové en mettant au point les principales caractéristiques de la chambre de combustion d'un moteur-fusée de forte puissance : géométrie, allumage, système d'injection, système de refroidissement[7]

Un cratère située sur la face cachée de la Lune porte son nom.